# Kurwiese Klotzsche

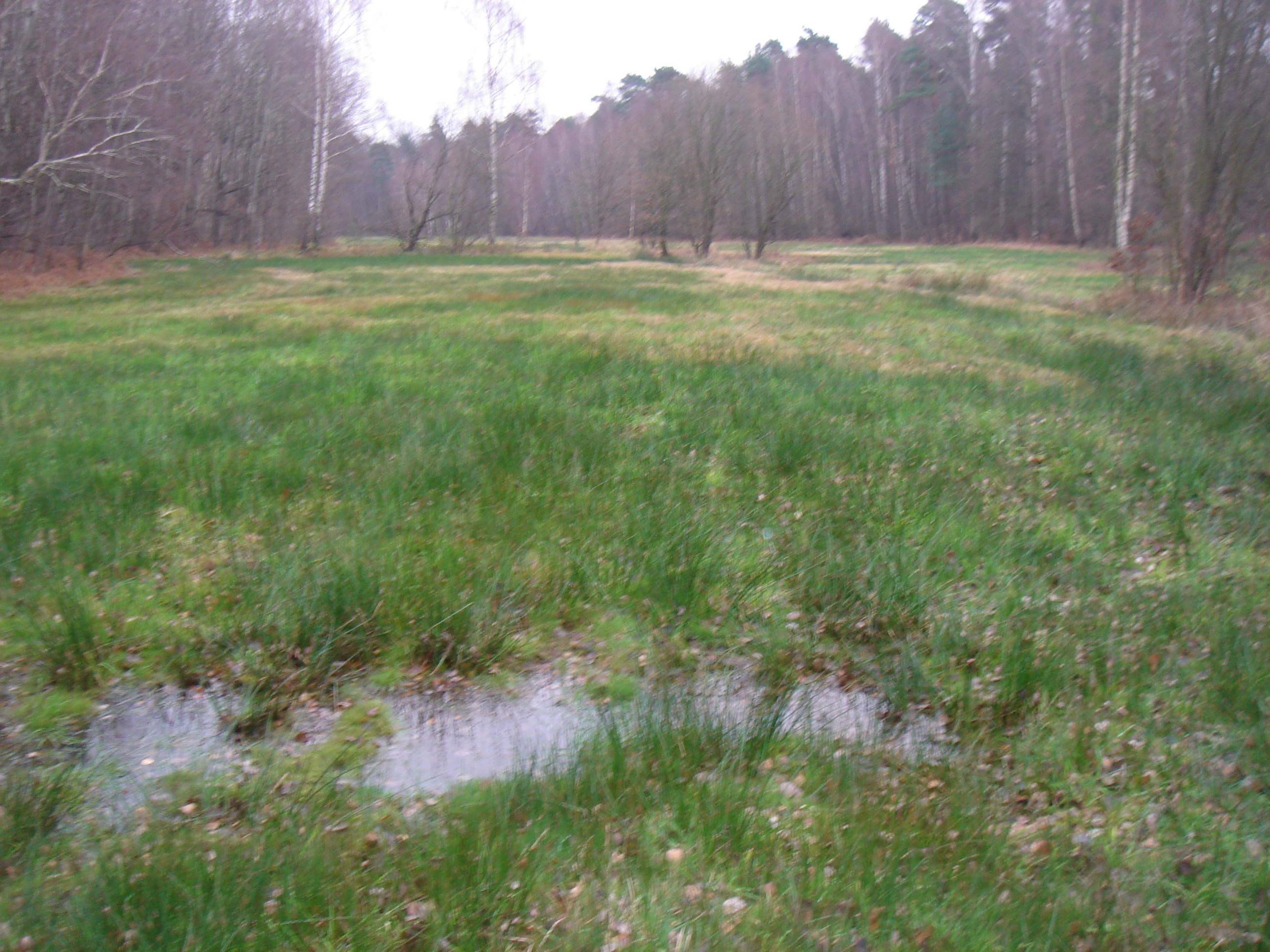
FND Kurwiese Klotzsche, November 2007

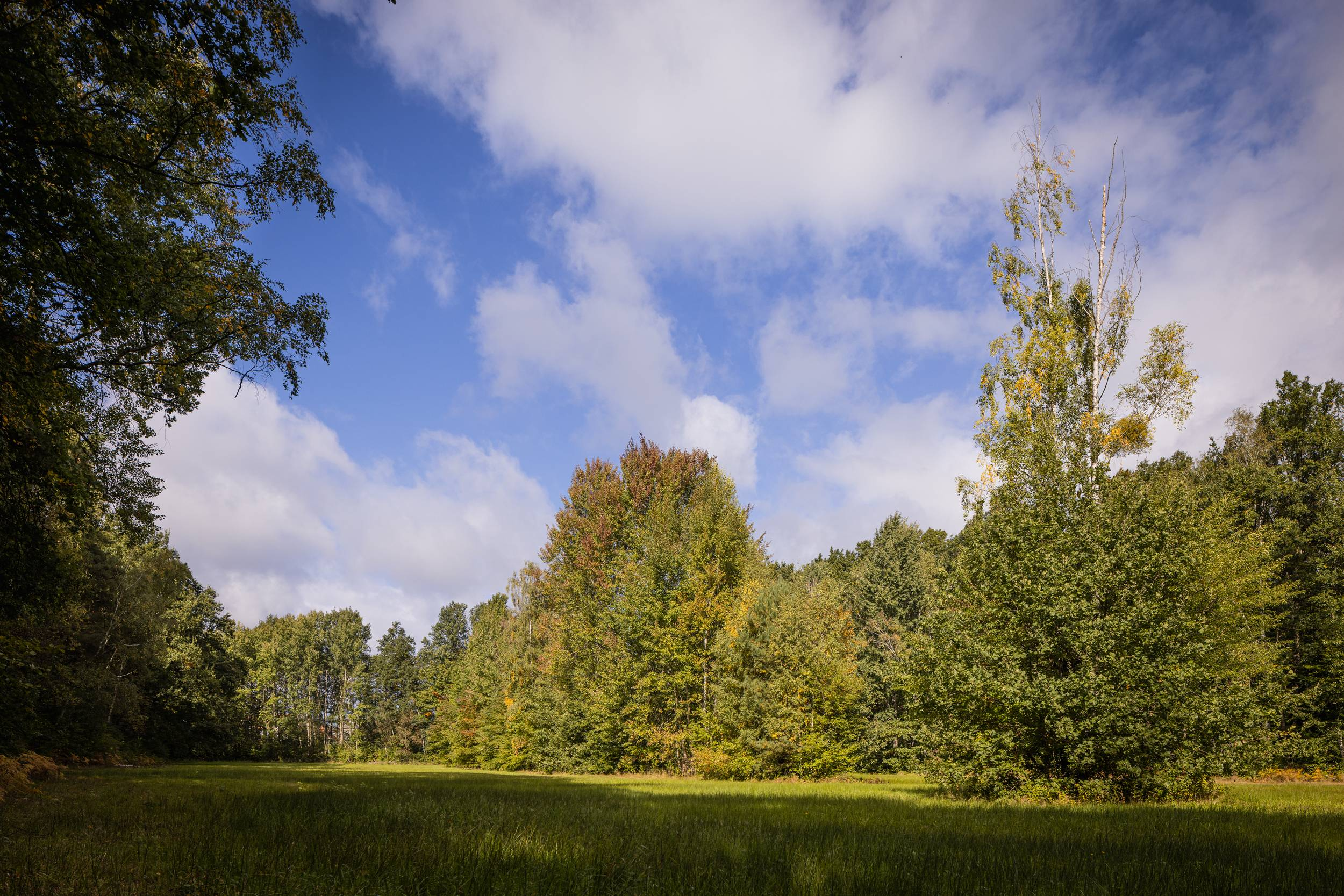
FND Kurwiese Klotzsche, Oktober 2022

Die Kurwiese Klotzsche ist eine langgestreckte Nasswiese in der Dresdner Heide, die als Flächennaturdenkmal (ND 47) unter Schutz steht. Sie wurde angelegt, als Klotzsche Kurbad werden sollte.

## Geografie
Die Wiese befindet sich südöstlich der Ortschaft Klotzsche, an diese angrenzend, im Waldpark Klotzsche innerhalb des Landschaftsschutzgebiets Dresdner Heide. Sie ist entlang des Kurwiesengrabens nordwest-südost-ausgerichtet.
Bei einer Breite zwischen 70 und 110 Metern und einer Länge von knapp 500 Metern nimmt das Flächennaturdenkmal etwa 3,4 Hektar ein.

## Schutzgegenstand
In der Verordnung der Landeshauptstadt Dresden über das Flächennaturdenkmal „Kurwiese Klotzsche“ sind die Erhaltung der binsen- und seggenreichen Nasswiese mit im Rückgang befindlichen und vom Aussterben bedrohten Arten, insbesondere Amphibien- und Reptilienvorkommen sowie die Sicherung von Lebensgemeinschaften und Lebensstätten bestimmter Tiere und Pflanzen als Schutzgrund genannt. Es gibt Vorkommen von Gras- und Springfrosch, Erdkröte, Wald- und Zauneidechse, Blindschleiche und Ringelnatter.